# جوتييه دي كوينسي
جوتييه دي كوينسي (بالإنجليزية: Gautier de Coincy)‏‏ (1177 - 25 سبتمبر 1236 في سواسون) شاعر، وكاتب، وراهب، وتروفير، وملحن من مملكة فرنسا.